# Rivière Matawin
Der Rivière Matawin (auch Mantawa oder Mattawin) ist ein rechter Nebenfluss des Rivière Saint-Maurice in der Verwaltungsregion Mauricie der kanadischen Provinz Québec.

## Flusslauf
Der Rivière Matawin hat eine Länge von 161 km und ein Einzugsgebiet von 5560 km². Er hat seinen Ursprung im See Lac Matawin. Von dort fließt er zuerst in südlicher, später in nordöstlicher Richtung zum 95 km² großen Stausee Réservoir Taureau. Dieser wird vom Staudamm Barrage Matawin (⊙) gebildet. Er fließt weitere 60 km nach Osten und trifft 60 km südlich von La Tuque auf den Rivière Saint-Maurice.